# ژاک سانتر
ژاک سانتر (انگلیسی: Jacques Santer؛ زادهٔ ۱۸ مه ۱۹۳۷) یک سیاست‌مدار اهل لوکزامبورگ است.